# Rashid Sumaila
Pour les articles homonymes, voir Sumaila (homonymie).
Rashid Sumaila, né le 18 décembre 1992 à Cape Coast, est un footballeur ghanéen.
Il évolue habituellement comme défenseur central.

## Carrière
Rashid Sumaila joue successivement dans les équipes suivantes : Ebusua Dwarfs, Asante Kotoko Football Club, Mamelodi Sundowns Football Club, Asante Kotoko Football Club et Qadsia Sporting Club.
Il est sélectionné en équipe du Ghana des moins de 20 ans, des moins de 23 ans (en) et en sénior.